# Send In the Clowns
"Send In the Clowns" es una canción escrita por Stephen Sondheim para el musical de 1973 A Little Night Music, una adaptación de la película de Ingmar Bergman de 1955 Sonrisas de una noche de verano. Es una balada del segundo acto, en la que el personaje de Desirée reflexiona sobre las ironías y decepciones de su vida. Entre otras cosas, recuerda una aventura amorosa que tuvo años antes con el abogado Fredrik, que estaba profundamente enamorado de ella, pero cuyas proposiciones de matrimonio había rechazado. Al encontrarse con él después de tanto tiempo, se da cuenta de que está enamorada de él y por fin dispuesta a casarse con él, pero ahora es él quien la rechaza: Está en un matrimonio no consumado con una mujer mucho más joven. Desirée le propone matrimonio para rescatarlo de esta situación, pero él lo rechaza, alegando su dedicación a su novia. En respuesta a su rechazo, Desirée canta esta canción. Más tarde, la canción se repite como coda después de que la joven esposa de Fredrik huya con su hijo y Fredrik sea finalmente libre para aceptar la oferta de Desirée.
Sondheim escribió la canción específicamente para Glynis Johns, que interpretó el papel de Desirée en Broadway. La canción está estructurada en cuatro versos y un puente, y utiliza una compleja métrica compuesta. Se convirtió en la canción más popular de Sondheim después de que Frank Sinatra la grabara en 1973 y de que la versión de Judy Collins alcanzara las listas de éxitos en 1975 y 1977. Posteriormente, otros muchos artistas grabaron la canción, que se ha convertido en un estándar.

## Significado del título
Los "payasos" de la letra y el título no se refieren específicamente a los payasos de circo, como explicó Sondheim en una entrevista de 1990:

Recibo muchas cartas a lo largo de los años preguntándome qué significa el título y de qué trata la canción; nunca pensé que fuera esotérica en modo alguno. Quería utilizar imágenes teatrales en la canción, porque ella es actriz, pero no se supone que sea un circo...Es una referencia teatral que significa "si la función no va bien, enviemos a los payasos"; en otras palabras, "hagamos las bromas". Siempre quiero saber, cuando escribo una canción, cuál va a ser el final, así que "Send in the Clowns" no se asentó hasta que tuve la idea de "No te molestes, ya están aquí", que significa "Nosotros somos los tontos."

En una entrevista de 2008, Sondheim aclaró más:

Ahora que lo pienso, la canción podría haberse llamado "Send in the Fools". Sabía que estaba escribiendo una canción en la que Desirée dice "¿no somos tontos?". Bueno, un sinónimo de tontos es payasos, pero "Send in the Fools" no suena igual.

## Contexto
Judi Dench, que interpretó el papel de Desirée en Londres, comentó el contexto de la canción durante una entrevista con Alan Titchmarsh. La obra es "una obra oscura sobre gente que, al principio, está con parejas equivocadas y al final, con suerte, va a estar bien, y ella (Desirée) se equivoca de vida en cierto modo y se da cuenta, cuando se reencuentra con el hombre con el que tuvo una aventura y tuvo un hijo (aunque él no lo sabe), de que le quiere y de que él es el hombre que quiere".
Unos años antes del comienzo de la obra, Desirée era una actriz joven y atractiva, cuyas pasiones eran el teatro y el romance. Vivía su vida de forma dramática, revoloteando de hombre en hombre. Fredrik fue uno de sus muchos amantes y se enamoró profundamente de Desirée, pero ella se negó a casarse con él. La obra da a entender que, cuando se separaron, Desirée podía estar embarazada de él.
Unos meses antes de que comience la obra, Fredrik se casó con una hermosa joven que, a sus 18 años, era mucho más joven que él. En el primer acto, Fredrik se reencuentra con Desirée y le presentan a su hija, una adolescente precoz llamada Fredrika. Fredrik explica a Desirée que ahora está casado con una joven a la que quiere mucho, pero que ella sigue siendo virgen y continúa negándose a mantener relaciones sexuales con él. Desirée y Fredrik hacen el amor.
El segundo acto comienza días después, y Desirée se da cuenta de que realmente ama a Fredrik. Le dice a Fredrik que necesita ser rescatado de su matrimonio y le propone matrimonio. Fredrik le explica a Desirée que ha sido barrido del suelo y está "en el aire" enamorado de su bella y joven esposa, y le pide disculpas por haberla engañado. Desirée permanece sentada en la cama; según la producción, Fredrik cruza la habitación o permanece sentado en la cama junto a ella. Desirée, sintiendo a la vez una intensa tristeza y rabia contra sí misma, su vida y sus decisiones, canta "Send in the Clowns". De hecho, utiliza la canción "para encubrir un momento en el que algo ha ido mal en el escenario". A mediados del segundo acto, se ha desviado de su guion habitual al sugerir a Fredrik la posibilidad de estar juntos de forma seria y permanente, y, al haber sido rechazada, flaquea como persona de espectáculo, se encuentra desprovista de capacidad para improvisar y disimular ingeniosamente. Si Desirée pudiera actuar en ese momento, volver a las insinuaciones, los chistes y el humor alegre y autorreferencial que constituyen su carácter normal, todo iría bien. No puede, y lo que sigue es una manifestación ejemplar de la complejidad músico-dramática de Sondheim, su inclinación a escribir música que represente el drama. Es decir, lo que hay que tapar (con los payasos sobre los que canta la canción) es la propia intensidad, la emoción desgarrada y la vulnerabilidad absoluta que afloran a través de la música y el propio canto, una exhibición prolongada hasta los seis minutos, forjada con silencios expuestos, un Fredrik conmocionado sentado tan incómodo ante Desirée mientras algo demasiado real emerge en un ámbito en el que él -y su público- se sentían seguros de la interpretación".
Poco después, la joven esposa de Fredrik huye con su hijo, por lo que él es libre de aceptar la propuesta de Desirée, y la canción se repite como coda.

## Partitura

### Historia
Sondheim escribió la letra y la música en un periodo de dos días durante los ensayos para el debut de la obra en Broadway, específicamente para la actriz Glynis Johns, que interpretó el papel de Desirée. Según Sondheim, "Glynis tenía una voz encantadora y cristalina, pero sostener las notas no era lo suyo. Quería escribir frases cortas, así que escribí una canción llena de preguntas" y la melodía de la canción está dentro de un pequeño rango musical:
Contratamos a Glynis Johns para que tocara la voz principal, aunque tenía una bonita voz plateada. Pero yo había puesto todo el peso vocal del espectáculo en los otros personajes porque necesitábamos a alguien glamurosa, encantadora y que pudiera hacer comedia ligera, además de guapa, y encontrar eso en combinación con una buena voz es muy improbable, pero ella tenía todas las cualidades adecuadas y una vocecita bonita. Así que no escribí mucho para ella y no escribí nada en el segundo acto.
Y en la gran escena entre ella y su ex amante, había empezado una canción para él porque es su escena. Y Hal Prince, que la dirigió, dijo que pensaba que el segundo acto necesitaba una canción para ella, y esta era la escena para hacerlo. Así que dirigió la escena de tal manera que, aunque el empuje dramático viene del monólogo del hombre, y ella se queda sentada y reacciona, la dirigió para que pudieras sentir el peso de la reacción de ella en lugar de la acción de él.
Fui a verlo y me pareció muy claro lo que hacía falta, así que fue muy fácil escribirlo. Y luego lo escribí para su voz, porque ella no podía sostener las notas. No era ese tipo de voz para cantar. Así que sabía que tenía que escribir las cosas en frases cortas, y eso me llevó a hacer preguntas, y así, de nuevo, no habría escrito una canción tan rápido si no hubiera conocido a la actriz ... Escribí la mayor parte una noche y terminé parte del segundo estribillo, y ya tenía el final ... (Lo hice todo en dos días.

### Letra
La letra de la canción está escrita en cuatro versos y un puente y cantada por Desirée. Como explica Sondheim, Desirée experimenta a la vez un profundo pesar y una furiosa ira:

"Send in the Clowns" nunca fue concebida como una balada; es una canción de arrepentimiento. Y es la canción de una dama que está demasiado disgustada y enfadada para hablar, es decir, para cantar durante mucho tiempo. Está furiosa, pero no quiere montar una escena delante de Fredrik porque reconoce que su obsesión con su mujer de 18 años es inquebrantable. Así que se da por vencida; por eso es una canción de arrepentimiento y rabia, y por eso encaja con las frases de aliento corto. 

### Compás y tonalidad
La canción se interpretó originalmente en la tonalidad de Re mayor.
La canción utiliza un compás inusual y complejo, que alterna entre 12
8 y 8
8
Se trata de dos compases compuestos complejos que evocan la sensación de vals utilizada en toda la partitura del espectáculo. Sondheim cuenta la historia:
Cuando trabajé con Leonard Bernstein en West Side Story, una de las cosas que aprendí de él fue a no pensar siempre en términos de frases de 2, 4 y 8 compases. Ya estaba lo bastante liberado antes de conocerle como para no ceñirme a las canciones de 32 compases, pero tiendo a pensar en cuadrado. Tiendo a pensar... probablemente porque me crie con la música de mediados y finales del siglo XIX, que es bastante cuadrada; no hay muchos cambios de compás.
A menudo se acorta o alarga un compás por motivos rítmicos y de energía, pero... cuando se cambia en medio (de una canción), sobre todo cuando es una canción modesta, cuando no se está escribiendo un aria, ya sabes... (Si estás escribiendo algo como Sweeney Todd, donde la gente canta largo y tendido, esperas cambios de compás, porque ayuda a la variedad. Pero en una canción de 36 o 40 compases, cambiar de compás es casi perverso, porque la canción no tiene la oportunidad de establecer su propio ritmo.
Pero el problema es, ¿qué harías? "¿No es rico? (dos, tres) ¿Somos un par? (dos, tres) Yo aquí por fin en el suelo (tres), tú en el aire". Lenny [Bernstein] me enseñó a pensar en términos de: "¿Realmente necesitas el compás extra (después de “suelo”) o no?". Sólo porque tengas cuatro compases de cuatro, si te encuentras con un compás que no necesita el tiempo extra, entonces pon un compás de tres. Así que... los compases de 9 y 12 que se alternan en esa canción no se consiguieron conscientemente, sino por la emotividad de la letra".

## Estilos
"Send in the Clowns" se interpreta en dos estilos completamente diferentes: dramático y lírico. El estilo dramático es la representación teatral de Desirée, y este estilo enfatiza los sentimientos de ira y arrepentimiento de Desirée, y el estilo dramático actúa como parte cohesiva de la obra. El estilo lírico es la interpretación en concierto, y este estilo enfatiza la dulzura de la melodía y la poesía de la letra. La mayoría de las representaciones son en concierto, por lo que enfatizan la belleza de la melodía y la letra.
Sondheim enseña tanto a los intérpretes dramáticos como a los líricos varios elementos importantes para una interpretación precisa:

El intérprete dramático debe asumir el personaje de Desirée: una mujer que por fin se da cuenta de que ha malgastado su juventud en la vida superficial. Está a la vez enfadada y triste, y ambas cosas deben verse en la representación. Dos ejemplos importantes son el contraste entre las líneas "Rápido, que vengan los payasos" y "Bueno, quizá el año que viene". Sondheim enseña que la primera debe estar impregnada de autodesprecio, mientras que la segunda debe enfatizar el arrepentimiento. Así, el primero se acorta, con una pausa entre "quick" y "send", mientras que el segundo "well" se mantiene pensativo.

Sondheim se disculpa por los fallos en su composición. Por ejemplo, en la línea "Well, maybe next year", el énfasis melódico está en la palabra "year", pero el énfasis dramático debe estar en la palabra "next":

La palabra "próximo" es importante: "Quizá el año que viene" en contraposición a "este año". Desirée quiere decir: "Muy bien, la he fastidiado este año. Quizá el año que viene haga algo bien en mi vida". Así que es "bueno, quizá el año que viene", aunque no esté acentuado en la música. Este es un lugar donde la letra y la música no son tan adecuadas como podrían ser, porque la palabra importante es "el año que viene", y sin embargo la palabra acentuada es "año". Eso es culpa mía, pero algo que el intérprete debe superar".

Otro ejemplo surge de las raíces de Sondheim como hablante de inglés americano en lugar de británico: La línea "Don't you love farce?" presenta dos sonidos fricativos labiodentales yuxtapuestos (el primero [v] sonoro y el segundo [f] desdoblado). A menudo, los intérpretes estadounidenses no "respiran" o "vocalizan" entre las dos fricativas, lo que hace que el público familiarizado con la jerga británica escuche "Don't you love arse?", malinterpretando la letra o, al menos, percibiendo un doble sentido involuntario. Sondheim está de acuerdo en que "es un momento incómodo de la letra, pero esa v y esa f deberían estar separadas".
En el verso de la cuarta estrofa, "Pensé que querrías lo que yo quiero. Lo siento, querida", el intérprete debe comunicar la conexión entre el “quiero” y el “lo siento” Del mismo modo, Sondheim insiste en que los intérpretes enuncien por separado las t adyacentes en el verso “Debería haber payasos”.

## Éxito popular
El musical y la canción debutaron en Broadway en 1973. La canción se hizo popular entre el público del teatro, pero no se había convertido en un éxito pop. Sondheim explica cómo se convirtió en un éxito: 

En primer lugar, no fue un éxito durante dos años. La primera persona que la cantó fue Bobby Short, que vio el espectáculo en Boston, y era exactamente su tipo de canción: Él es un artista de cabaret. Y luego mi recuerdo es que Judy Collins la recogió, pero la grabó en Inglaterra; Sinatra la escuchó y la grabó. Y entre los dos la convirtieron en un éxito.

Frank Sinatra grabó "Send in the Clowns" en 1973 para su álbum Ol' Blue Eyes Is Back, que alcanzó la categoría de disco de oro. Gordon Jenkins hizo los arreglos de la canción. También se publicó como sencillo. En versiones posteriores, la cantó con un acompañamiento mínimo. La versión de Sinatra suena en los créditos finales de la película Joker, de Todd Phillips, de 2019.
Dos años más tarde, Judy Collins grabó "Send in the Clowns" para su álbum Judith La canción fue lanzada como sencillo, que pronto se convirtió en un gran éxito pop. Permaneció en el Billboard Hot 100 durante 11 semanas en 1975, alcanzando el número 36. El sencillo volvió a alcanzar el Billboard Hot 100 en 1977, donde permaneció 16 semanas y llegó al número 19. En los premios Grammy de 1976, la interpretación de Collins de la canción fue nombrada Canción del Año. Después de que Sinatra y Collins grabaran la canción, la grabaron Bing Crosby, Kenny Rogers y Lou Rawls.
Grace Jones grabó la canción en 1977 como tema principal de su álbum de debut, Portfolio.
Olivia Newton-John grabó la canción para su álbum de 2004, Indigo: Women of Song.
En 1985, Sondheim añadió una estrofa para que Barbra Streisand la utilizara en The Broadway Album y en conciertos posteriores. Su versión alcanzó el número 25 en la lista Billboard Hot Adult Contemporary en 1986.
La canción se ha convertido en un estándar del jazz, con interpretaciones de Count Basie, Sarah Vaughan, la Stan Kenton Orchestra y muchos otros. Ha sido grabada por más de 900 cantantes.

## Historial de éxitos

### Listas semanales
Judy Collins
| Gráfico (1975)                       | Posición pico |
| ------------------------------------ | ------------- |
| Australia (Reporte Kent Music)       | 13            |
| Canada RPM Adult Contemporary        | 38            |
| RPM Top Singles                      | 52            |
| Irlanda (IRMA)                       | 3             |
| New Zealand (New Zealand Listener)   | 23            |
| UK Singles Chart                     | 6             |
| Billboard Billboard Hot 100\|Hot 100 | 53            |

| Gráfico (1975)                 | Rank |
| ------------------------------ | ---- |
| Australia (Reporte Kent Music) | 86   |
| UK                             | 85   |

| Gráfico (1977–78)               | Posición pico |
| ------------------------------- | ------------- |
| Canada RPM Top Singles          | 15            |
| Canada RPM Adult Contemporary   | 1             |
| US Billboard Hot 100            | 19            |
| US Billboard Adult Contemporary | 15            |
| US Cash Box Top 100             | 17            |

| Gráfico (1977)         | Puesto |
| ---------------------- | ------ |
| Canada RPM Top Singles | 132    |

Lani Hall
| Gráfico (1984) pico                       | Pico |
| ----------------------------------------- | ---- |
| Canadá RPM Adulto Contemporáneo           | 19   |
| Billboard de EE. UU. Adulto Contemporáneo | 18   |

Barbra Streisand
| Gráfico (1984) pico                       | Pico |
| ----------------------------------------- | ---- |
| Canadá RPM Adulto Contemporáneo           | 2    |
| Billboard de EE. UU. Adulto Contemporáneo | 25   |